# Schizotricha turqueti
Schizotricha turqueti är en nässeldjursart som beskrevs av Chantal Billard 1906    . Schizotricha turqueti ingår i släktet Schizotricha och familjen Halopterididae. Inga underarter finns listade i Catalogue of Life.